# Juigné-des-Moutiers
Juigné-des-Moutiers település Franciaországban, Loire-Atlantique megyében. Lakosainak száma 327 fő (2022. január 1.). Juigné-des-Moutiers Carbay, Armaillé, La Chapelle-Glain, Erbray, Saint-Julien-de-Vouvantes, Soudan és Ombrée d’Anjou községekkel határos.

## Népesség
A település népességének változása:
| Lakosok száma | 435  | 366  | 335  | 325  | 352  | 352  | 345  | 332  | 330  | 327  |
|               | 1968 | 1982 | 1990 | 2006 | 2013 | 2015 | 2017 | 2019 | 2020 | 2022 |